# Ordem Militar de Itália
A Ordem Militar da Itália é a Ordem militar mais alta da Itália. Foi criada como Ordem Militar de Saboia, uma ordem nacional, pelo rei da Sardenha, Vítor Emanuel I, Duque de Saboia, em 1815. A ordem é concedida em cinco graus, por conduta distinta em tempo de guerra às unidades das forças armadas ou a título individual a algum militar por "perícia, responsabilidade e valor".  
A Ordem continuou após a unificação de Itália em 1861, e foi retomada, sob seu novo nome, após a fundação da República em 1946. É concedida por decreto do Presidente da República Italiana , chefe da Ordem, por recomendação do Ministro da Defesa. Actualmente (2011) existem apenas 14 titulares vivos: cinco do Exército, três da Marinha e seis da Força Aérea.

## Graus
Os beneficiários da Ordem Militar de Saboia foram transferidos mantendo os seus direitos e antiguidade.
| Monarquia | República | Classe                            | Em italiano                                           |
| --------- | --------- | --------------------------------- | ----------------------------------------------------- |
|           |           | 1ª Classe / Cavaleiro da Grã-Cruz | Cavaliere di Gran Croce dell'Ordine militare d'Italia |
|           |           | 2ª Classe / Grande Oficial        | Grande Ufficiale dell'Ordine militare d'Italia        |
|           |           | 3ª Classe / Comendador            | Commendatore dell'Ordine militare d'Italia            |
|           |           | 4ª Classe / Oficial               | Ufficiale dell'Ordine militare d'Italia               |
|           |           | 5ª Classe / Cavaleiro             | Cavaliere dell'Ordine militare d'Italia               |

## Insígnia
- O emblema é uma cruz dourada, esmaltada de branco, com uma coroa de louros verde-esmaltado e folhas de carvalho entre os braços da cruz. Officers and Knights wear this badge on a ribbon on the left chest. Os Comendadores e os Cavaleiros usam este distintivo numa fita no lado esquerdo do peito. Os Comendadores e os Grande Oficiais podem usam-no num colar.
  - A face do disco central durante a monarquia era vermelho-esmalte com uma cruz em branco-esmalte. A versão actual é esmaltada em branco com as letras R.I.  (Repubblica Italiana). Em ambos os casos, o disco é rodeado por um anel em vermelho-esmalte com a inscrição Al Merito Militare.
  - O reverso do disco central é vermelho-esmalte com espadas cruzadas. Durante a monarquia tinha as letras V.E. (de Vittorio Emanuele) ao lado das espadas, e o ano "1855" por cima. A versão actual não tem letras mas tem o ano "1947", a data da promulgação da Constituição Italiana, por baixo das espadas.
  - O emblema para as três classes mais altas é suspenso por uma coroa de louros verde-esmalte e folhas de carvalho; o emblema do Oficial é suspenso por um troféu de ouro de armas, e o emblema do Cavaleiro não tem nem decorações.
- A Estrela é de prata, com oito pontas com o emblema, sem ligações, ao centro. Esta é usada pela classe de Cavaleiro da Grã-Cruz e Grande Oficial.
- A fita tem as cores azul-vermelho-azul.
- Os Cavaleiros da Grã-Cruz usam uma faixa e a estrela do lado esquerdo do peito.

|           |         |            |                |                       |
| Barra     |         |            |                |                       |
| Cavaleiro | Oficial | Comendador | Grande Oficial | Cavaleiro da Grã-Cruz |